# Vavaea
Vavaea é um género botânico pertencente à família Meliaceae.